# Coney Island (ö i Storbritannien)
Coney Island är en ö i Storbritannien.   Den ligger i riksdelen Nordirland, i den västra delen av landet, 500 km nordväst om huvudstaden London. Coney Island ligger i sjön Lough Neagh.